# 洪化
洪化（1679年－1681年十月二十八日）为中国清朝时期三藩之乱吴周吴世璠的年号，前后共3年。
1944年，在敦煌莫高煌莫高窟中寺後花園土地公廟發現一批藏經，其中一部藏經背後有題記云「大明洪化四年戊戌冬月季」，有人認為是吳世璠的部下在吳周覆亡後逃亡到敦煌，得此寫卷誦讀並加題記。

## 公元纪年对照表
| 洪化 | 元年   | 二年   | 三年   |
| ---- | ------ | ------ | ------ |
| 公元 | 1679年 | 1680年 | 1681年 |
| 干支 | 己未   | 庚申   | 辛酉   |

## 同期存在的其他政權年號
- 中國
  - 永曆（1647年－1683年）：明鄭——鄭經尊奉南明之年號
  - 康熙（1662年－1722年）：清朝——清聖祖玄燁之年號
- 日本
  - 延寶（1673年－1681年）：靈元天皇之年號
  - 天和（1681年－1684年）：靈元天皇之年號
- 越南
  - 永治 （1676年－1680年）：後黎朝——熙宗黎維祫之年號
  - 正和 （1680年－1705年）：熙宗黎維祫之年號